# Binaluacris
Binaluacris is een geslacht van rechtvleugeligen uit de familie veldsprinkhanen (Acrididae). De wetenschappelijke naam van dit geslacht is voor het eerst geldig gepubliceerd in 1932 door Willemse.

## Soorten
Het geslacht Binaluacris omvat de volgende soorten:
- Binaluacris angustipennis Willemse, 1978
- Binaluacris viridis Willemse, 1932
- Binaluacris bipunctata Willemse, 1978
- Binaluacris brevicornis Willemse, 1978
- Binaluacris maculata Willemse, 1978
- Binaluacris olivacea Willemse, 1933
- Binaluacris polychroma Bey-Bienko, 1935